# Статуя д'Аламбера
Статуя д'Аламебера — витвір мистецтва, зроблений скульптором 18 століття, професором Французької Академії Феліксом Леконтом.

## Вчений та енциклопедист Даламбер
Він народився в Парижі. Це позашлюбна дитина маркізи де Тансен і офіцера-артилеріста Детуша. Небажана дитина для маркізи була підкинута на паперть церкви Jean le Rond (Івана Ротонди). На честь цього святого дитина і отримала своє ім'я.
Дитину всиновила родина ремісника Руссо. Детуш, повернувшись з-за кордону, довідався про народження сина і його всиновлення. Пізніше він дасть гроші на отримання сином доброї освіти. Після смерті у 1726 р. Детуш залишить недорослому сину грошову підтримку у 1200 ліврів на рік. Мати ж завжди залишалась байдужою до дитини і її стану. Даламбер мешкав з родиною ремісника до 48 років і вважав їх своїми батьками.
В 1745 д'Аламеберу, яки був на той час членом Академії наук, доручили перекласти з
англійської на французьку Циклопедію Ефраїма Чамберза. Простий переклад переріс у оригінальний твір під назвою «Енциклопедія або тлумачний словник науки, мистецтва й ремесел»
(фр. Encyclopédie ou dictionnaire raisonné des sciences, des arts et des métiers).
Д'Аламбер написав до енциклопедії «Вступне слово» (фр. Discours préliminaire), яке стало маніфестом епохи Просвітництва.
У Франції 18 століття сильно поширився атеїзм.Прихильників атеїзму було занадто багато серед аристократів і вчених. Був атеїстом і Даламбер. Могутня і реакційна католицька церква Франції ніколи з цим станом не погоджувалася і чекала на час помсти. Після смерті Даламбера церква відмовила відомому вченому і енциклопедисту у похованні за церковним обрядом і настояла на похованні в спільній могилі з жебраками без позначення. В цьому Даламберу уготували трагічну долю італійського  скрипаля Паганіні.

## Статуя Даламбера
Особа небагат, хоча й забезпечена грошима, Даламбер ніколи б не спромігся замовити свою скульптуру майстру. Небагата родина ремісника, що виховала всиновлену дитину, теж не могла цього зробити.
Скульптор Фелікс Леконт узявся за створення скульптури Даламбера, вченого і енциклопедиста, лише після його смерті. Вона входила в серію скульптур філософів, що робив майстер. На час створення скульптури можна було бачити лише портрет-пастель, що створив художник Моріс Кантен ла Тур у 1753 році. 30 — літній вчений, усміхнений і елегантний, як аристократ, в модній перуці, ще не знає горя за участь в створенні Енциклопедії ремесел і наук.
У Леконта — вчений вдома, в халаті, неприбраний і старий. Він щось обдумує і не помічає книги, що впала на підлогу. Ні до чого йому і перука, така обов'язкова на людях. Леконт не такий сміливий майстер, щоби зробити з науковця героя, але уславити нескореного атеїста, вченого, енциклопедиста вдалося. Скульптура довго зберігалась в Інституті Франції, поки її не передали у всесвітньньо відомий музей Лувр.